# Уолш, Корнелиус
Корнелиус Уолш (англ. Cornelius Walsh; 24 апреля 1885, Корк, Манстер — 7 декабря 1961, Сиэтл, Вашингтон) — канадский легкоатлет, призёр летних Олимпийских игр 1908 года.
На Играх 1908 года в Лондоне Уолш соревновался в метании молота и занял третье место с результатом 48,51 м.